# Fredrik Risp
Lars Fredrik Risp, tidigare Karlsson, född 15 december 1980 i Skalhamn, är en svensk före detta fotbollsspelare, som avslutade sin proffskarriär i cypriotiska laget Ethnikos Achna FC. Risp spelade tre matcher med svenska landslaget.

## Karriär
Fredrik Risp är född och uppvuxen i Skalhamn, där han påbörjade sin fotbollskarriär i Lysekils FF. Han avancerade vidare till IFK Göteborg. Efter ett antal säsonger i reservlaget blev han ordinarie mittback. Efter goda prestationer fick utländska klubbar upp ögonen för Risp och han övergick till det turkiska laget Gençlerbirligi SK år 2005. Han blev utsedd till Gencerbirligis bäste spelare under säsongen 2005-2006 genom en omröstning på lagets hemsida.
I januari 2007 köptes han av Trabzonspor, också i turkiska ligan. Han köptes av Ankaraspor i januari 2008. I september 2009 skrev Fredrik Risp på ett ettårs lånekontrakt med den turkiska ligaklubben Ankaragucu från huvudstaden Ankara som även de spelar i den högsta ligan i Turkiet. Risp gjorde där sin första ligamatch den 13 september och har sedan dess i stort sett varit ordinarie i laget som mittback. 
Flytten gick sedan vidare till danska Esbjerg fB 2010-11 som precis hade klarat ett nytt kontrakt i danska SAS-ligan dit han kom som kontraktslös från IFK Göteborg. I första hand var han tänkt som ersättare för Fredrik Björck som då flyttat till den norska ligaklubben Tromsø IL samma sommar. Efter en säsong i danska Esbjerg 201-11 gick flyttlasset till Levski Sofia i den bulgariska högstaligan där Risp spelade i 5 månader aug-dec hösten 2011. I januari 2012 skrev han på ett 2-årskontrakt med Ethnikos Achnas på Cypern som spelar i den högsta ligan där. I juli 2013 beslutade han att avsluta sin fotbollskarriär. Efter karriären valde han att börja jobba som agent och startade agentbyrån Rispect Sports Agency.